# Itaqui (ort)
Itaqui är en ort i Brasilien.   Den ligger i kommunen Itaqui och delstaten Rio Grande do Sul, i den södra delen av landet, 1 700 km sydväst om huvudstaden Brasília. Itaqui ligger 61 meter över havet och antalet invånare är 34 631.
Terrängen runt Itaqui är mycket platt.
Runt Itaqui är det i huvudsak tätbebyggt. Runt Itaqui är det glesbefolkat, med 17 invånare per kvadratkilometer.